# Alexandru Bârlădeanu
Alexandru Bârlădeanu (n. 25 ianuarie 1911, Comrat, Imperiul Rus – d. 13 noiembrie 1997, București, România) a fost un economist și om politic rus și român, membru titular și vicepreședinte al Academiei Române.

## Biografie
S-a născut, cf. propriei mărturisiri (în "Partea lor de adevăr" de Lavinia Betea, pag. 58) într-un târgușor, Comrat, din Basarabia. Acuma am constatat că este capitala minorităților găgăuze din Basarabia. În ceea ce-i privește pe strămoșii mei, nu pot urca mai sus de bunici. Am să vorbesc, în primul rând, de ascendența mea maternă, pentru că mama a divorțat de tata când aveam un an și am fost crescut de mama. Mama mea, Perpetua Caitas, a fost învățătoare și fiică de preot român, într-un sat de răzeși, Capaclia Răzeși... Capaclia era un sat pur moldovenesc.
Alexandru Bârlădeanu, de formație economist marxist, a fost membru al Partidului Comunist Român din anul 1943. A plecat din România după ce Basarabia a fost anexată de către URSS și a lucrat la un institut din Moscova de cercetări economice, în timpul derulării celui de al doilea război mondial. A revenit în țară în anul 1946 și a ocupat o serie de posturi de mare importanță în diverse ministere de tip economic. Împreună cu Gheorghe Gaston-Marin a fost unul din cei care au implementat impunerea economiei de comandă. A fost reprezentant al României în cadrul CAER-ului, a ocupat poziții de conducere în aparatul departamentelor de stat în planificare precum și în comerțul exterior.
Ca ideolog comunist, Alexandru Bârlădeanu și-a atras adversitatea lui Nikita Hrușciov, sfidând planurile URSS-ului pentru crearea unui complex economic suprastatal. Având o carieră politică debordantă, Alexandru Bârlădeanu avansează din poziția de Membru supleant al Biroului Politic de sub Gheorghe Gheorghiu Dej până la postul de Președinte al Consiliului Național al Cercetării Științifice, trecând prin funcțiile de Membru al Consiliului Executiv și de Membru al Prezidiului Permanent al Congresului al IX-lea al PCR din iulie 1965.
Împreună cu Leonte Răutu a contribuit direct la realizarea Declarației cu privire la poziția Partidului Muncitoresc Romîn în problemele mișcării comuniste și muncitorești internaționale adoptată de Plenara lărgită a C.C. al P.M.R. din aprilie 1964.
A intrat în conflict cu Elena Ceaușescu, moment în care a demisionat din toate funcțiile deținute în decembrie 1968. A devenit membru al Academiei Republicii Socialiste România, fără a fi scris vreo lucrare științifică vreodată. Odată cu venirea anului 1989, a semnat celebra „Scrisoare a celor șase” în luna martie. După momentul revoluției din decembrie 1989 când sistemul comunist s-a prăbușit, Alexandru Bârlădeanu a devenit demnitar de rang înalt în cadrul structurilor Frontului Salvării Naționale și a beneficiat de multe onoruri și funcții printre care și cea de Președinte al Senatului României. Cu ocazia decesului liderului țărănist Corneliu Coposu din anul 1995, Alexandru Bârlădeanu a recunoscut în mod public că deși el și Coposu aparțineau aceleiași generații, președintele țărănist a ales calea cea dreaptă.
Din 1960 până în 1962 a fost președinte al Federației Române de Fotbal. În mandatul său, el a marginalizat echipa națională de fotbal, retrăgând-o din calificările pentru Campionatul Mondial de Fotbal din 1962⁠(en)[traduceți], pe motiv că aceasta ar pierde oricum și nu este nevoie să participe astfel la propaganda capitalistă antiromânească.
A fost căsătorit cu actrița Marcela Rusu după ce aceasta se despărțise de regizorul Moni Ghelerter. Marcela Rusu va deveni mai apoi soția dramaturgului Aurel Baranga. A avut doi copii, Irina și Alexandru (nu se știe exact dacă au fost înfiați sau nu). Ultima sa soție a fost Michaela Pamfil-Bârlădeanu, fosta soție a lui Ion Gerota.

## Cronologie
- 1928 – absolvent de liceu la Iași
- 1933 – admitere la Facultatea de Drept a Universității din Iași
- 1937 – anul în care profesorul Gheorghe Zane l-a luat ca asistent la catedra pe care o conducea
- În 1940 revine în Basarabia natală, după anexarea sa de către U.R.S.S.
- În anul 1946 a devenit membru al Partidului Comunist din România
- În mai 1961 a fost decorat cu medalia A 40-a aniversare de la înființarea Partidului Comunist din România
- În 1989 a fost unul dintre semnatarii scrisorii celor șase (foști lideri ai PCR care îl criticau pe Nicolae Ceaușescu).
- În 22 decembrie 1989, ca urmare a Revoluției din 1989, a devenit membru în Consiliul Frontului Salvării Naționale, apoi în Biroul Executiv al Consiliului Provizoriu de Uniune Națională.

## Distincții
- Medalia „A cincea aniversare a Republicii Populare Române” (24 decembrie 1952) „pentru lupta și munca duse în vederea făuririi, consolidării și prosperării Republicii Populare Române”[6]
- Ordinul „23 August” clasa a II-a (12 august 1959) „pentru îndelungată activitate în mișcarea muncitorească, pentru contribuția activă la răsturnarea dictaturii militaro-fasciste și instaurarea regimului democrat-popular, pentru merite deosebite în opera de construire a socialismului”[7]
- Medalia „40 de ani de la înființarea Partidului Comunist din Romînia” (6 mai 1961) „pentru activitate îndelungată în mișcarea muncitorească și merite în opera de construire a socialismului”[8]
- titlul de Erou al Muncii Socialiste din Republica Populară Romînă și medalia de aur „Secera și Ciocanul” (18 august 1964) „pentru activitate îndelungată în mișcarea muncitorească și merite deosebite în făurirea statului democrat-popular și construirea socialismului”[9]
- Medalia „A XX-a Aniversare a Eliberării Patriei” (18 august 1964) „pentru merite deosebite în opera de construire a socialismului, cu prilejul celei de a XX-a aniversări a eliberării patriei”[10]
- Medalia jubiliară „A XX-a Aniversare a Zilei Forțelor Armate ale Republicii Populare Romîne” (21 octombrie 1964) „pentru merite deosebite în făurirea și întărirea Forțelor Armate ale Republicii Populare Romîne, cu prilejul celei de a XX-a aniversări a Zilei Forțelor Armate”[11]
- Ordinul „Tudor Vladimirescu” clasa I (30 aprilie 1966) „cu prilejul celei de-a 45-a aniversări de la înființarea Partidului Comunist din România, pentru îndelungată activitate în mișcarea muncitorească și merite deosebite în opera de construire a socialismului”[12]